# Periplocoideae
Periplocoideae es una subfamilia de plantas de flores perteneciente a la familia Apocynaceae. Esta subfamilia se desglosa en tres tribus.

## Tribus
- Cryptolepideae
- Gymnanthereae
- Periploceae